# Burg Anjony
Die Burg Anjony, französisch: Château d’Anjony, ist eine gut erhaltene Höhenburg 15 Kilometer nördlich von Aurillac auf dem Gebiet der auvergnatischen Gemeinde Tournemire im französischen Département Cantal. Sie steht östlich der Départementstraße 922 im Tal der 
Doire und kann besichtigt werden.

## Beschreibung
Die Burg besteht aus vier fast 40 Meter hohen Rundtürmen, die einen etwas niedrigeren, viereckigen Wohnturm einrahmen.
Den Besucher erwartet eine reichhaltige Inneneinrichtung, bemerkenswerte Fresken aus dem 16. Jahrhundert und Mobiliar aus unterschiedlichen Epochen. Zu besichtigen ist auch die „Dame d’Anjony“, eine vergoldete Schwarze Madonna in der Kapelle des Südwestturmes. An der Wand des Kaminzimmers findet man Gemälde von Michel I. und seiner Frau Germaine. Dieser Raum verdeutlicht die Lebensweise der Adelsfamilie. Einer der Türme enthält im ersten Stock eine Kapelle mit Wandgemälden, die Episoden der Bibel darstellen. Die Künstler aus dem 16. Jahrhundert waren umherziehende italienische Maler. Der Heldensaal (Salle des Preux) ist mit Fresken geschmückt, die Alexander den Großen, Cäsar und Karl den Großen darstellen, in ungewöhnlicher Renaissance-Kleidung.
Im 18. Jahrhundert kam unter dem Feldmarschall Claude d’Anjony ein weiterer Gebäudeflügel hinzu.

## Geschichte
Die Burg ließ Louis d’Anjony im Auftrag des Königs Karl VII. zur Repräsentation der königlichen Macht und zum Schutz der Umgebung 1437–1440 erbauen. Er hatte den König nach dem Hundertjährigen Krieg gegen England feierlich nach Paris geleitet. Das Baumaterial war roter Basalt. Die Anlage erlebte bis in das 16. Jahrhundert hinein eine unruhige Periode, geprägt von einer Fehde der Familien von Anjony und Tournemire, die Rivalen in unmittelbarer Nachbarschaft waren. Rigaud de Tournemire ärgerte sich, weil die neue Burg höher als die seine war. Der Streit hierüber dauerte fast 200 Jahre. 1465 kam es zu einem ersten Höhepunkt des Streites zwischen den Familien Anjony und Tournemire, als Angestellte der Madame de’Anjony belästigt und das Kirchengestühl der Familie beschädigt wurde.
Dann beleidigte ein unehelicher Sohn des Fürsten Tournemire den Haushofmeister von Louis d’Anjony. Infolgedessen kam es zu einem Duell, bei dem der Haushofmeister seinen Gegner tötete und kurz darauf von Angehörigen der Tournemire-Familie ermordet wurde.
1523 wurde einer der Söhne von Louis d'Anjony von Jean de Tournemire umgebracht. Da der Ermordete ein Geistlicher war, wurde er in der Kirche beigesetzt, jedoch zwei Monate später von Tournemire-Leuten wieder ausgegraben und vor das Burgtor geworfen, wo er von streunenden Hunden gefressen wurde.
Danach dauerten die Kämpfe zwischen den Familien 100 Jahre lang an. 1590 verständigte man sich auf einen Vertrag über „gleich große Ehre“ beider Familien. Indes ging der alltägliche Streit weiter. Am 21. Juni 1623 sollte ein öffentlicher Wettstreit die Entscheidung bringen. Diesmal gewann die Familie Tournemire und war zur Beilegung des Dauerstreits bereit. 20 Jahre später führte die Liebe zwischen Michel II. d’Anjony und Gabrielle Tournemire zum endgültigen Ende der Rivalitätskämpfe. Sie heirateten.
Nach der Französischen Revolution von 1789 emigrierte Claude d’Anjony. 1792 mussten seine Frau und Töchter die Burg räumen. Sie flohen nach Lyon. In Paris wurden sie schließlich gefangen gehalten. Später erhielt die Familie das Schloss zurück, das heute noch im Familienbesitz ist.